# 2012 a vasúti közlekedésben
Ez a szócikk a 2012-ben történt vasúti eseményeket mutatja be.

## Események a világban

### Dátumhoz köthető események
- - február 20. - Sevillában a RENFE újranyitja az 1992-es világkiállítás területét kiszolgáló, de azóta felhagyott La Cartuja vasútvonalat.[1]
- - február 22. - Súlyos vasúti baleset Buenos Aires Once vasútállomásán. Az ingázókkal megtömött vonat a vágányzáró bakba csapódott, a balesetben 51-en meghaltak, a sérültek száma meghaladta a 700-at.[2]

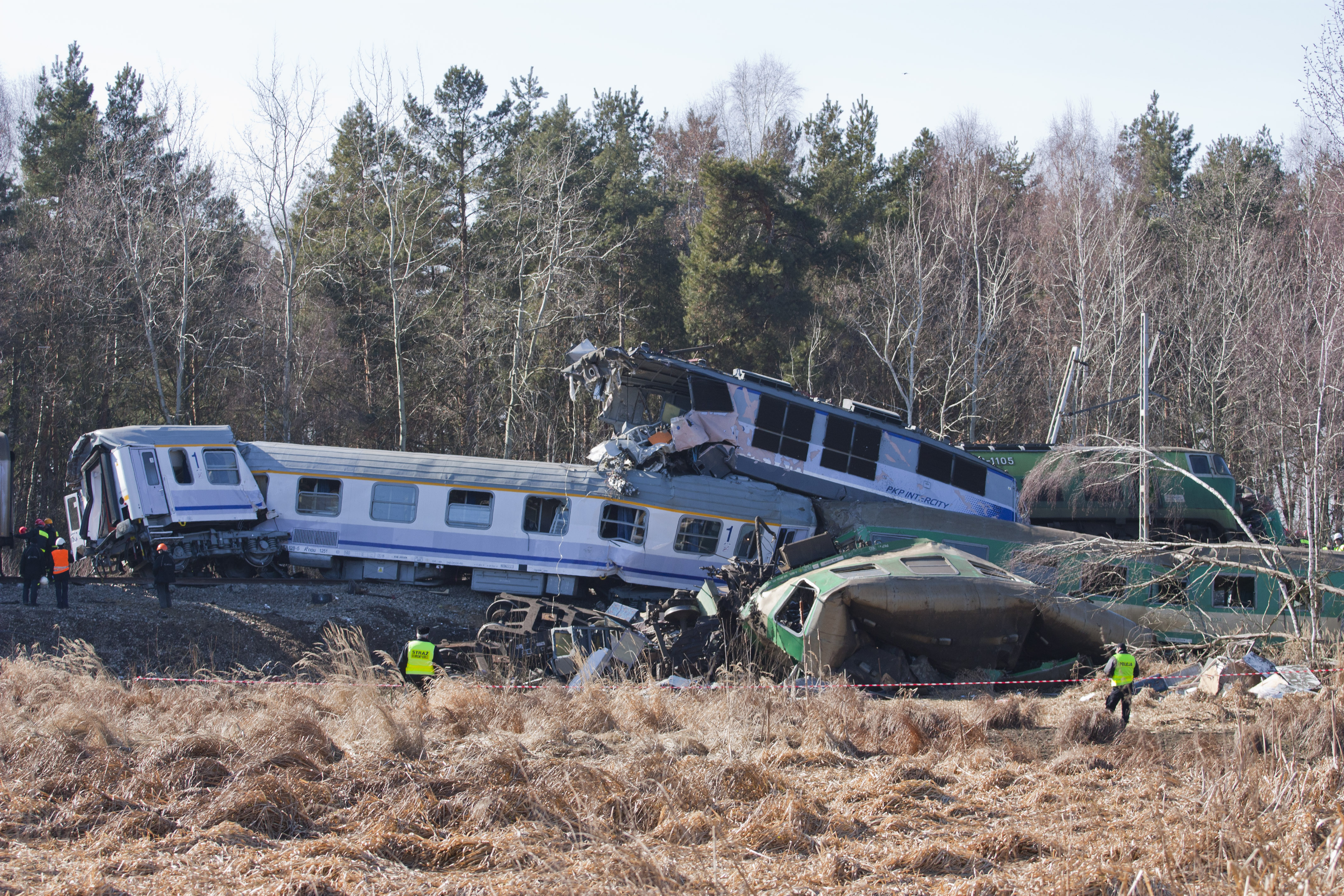
Március 3: vasúti katasztrófa Szczekociny közelében

- - március 3. - Vasúti baleset Lengyelországban. Egy felújítás alatt álló kétvágányú vasútvonalon egy meghibásodott kitérő miatt két vonat egymással szemben közlekedett és Szczekociny település közelében egymásba rohantak. A szerencsétlenség 16 halottat és 58 sérültet követelt.[3]
- - április 3. - Zaragozában felavatják a város új belvárosi pályaudvarát, a Goya sugárút alatt épült Zaragoza-Goya állomást.[4]
- - április 3. - Átadják a teljesen felújított blackpooli villamost, amely sokáig az egyetlen üzemelő brit villamosvonal volt.[5]
- - április 14. - Megnyílt az antwerpeni 5-ös és 10-es villamos új 4 kilométeres szakasza.[6]
- - április 28. - Megnyílik a Los Angeles County Metropolitan Transportation Authority EXPO vonala Santa Monicában
- – május 8. – A dán parlament döntést hoz az aarhusi regionális villamoshálózat megvalósításáról. A városban és környékén 2016-ban tervezik elindítani a vonatokat.[7]
- – május 11. – Megnyílt a gdanski villamos új 3 kilométer hosszú, hat megállót magában foglaló szakasza.[8]
- – június 10. – Belgiumban átadják a Brüsszeli Nemzeti Repülőteret a városközponttal összekötő ún. Diabolo-vonalat.[9]
- – június 26. - Brestben megnyílt a helyi villamoshálózat első vonala.[10]
- – június 29. - Megnyílt az orléansi villamoshálózat második vonala.[11]
- – július 27. - Útjára indult a Hamburg–Köln-Express (röviden HKX), Németország első nem Deutsche Bahn által nyújtott InterCity szolgáltatása.
- – augusztus 12. – Megnyílt a poznańi villamos 2,5 kilométeres új szakasza. A vonal 1 kilométer hosszan alagútban fut.[12]
- – augusztus 13. – Helsinkiben megnyílt a 9-es villamos négy kilométeres új szakasza, amely 11 megállót foglal magában.[13]
- - augusztus 31. - Szófiában átadták a metró második vonalának első szakaszát.[14]
- - szeptember 1. - Dijonban megnyílik a városi villamoshálózat első, 8 kilométernyi vonala.[15]
- – szeptember 29-30. – Először közlekedett a Csalagútban az Alstom gyár Prima II márkanevű mozdonya. A jármű egy 950 tonnás tehervonatot vontatott át az alagúton.[16]
- - október 24 - Átadták Kijevben a teljes felújításon átesett elővárosi gyorsvillamos 5 kilométeres szakaszát.[17]
- - október 26 - Innsbruckban megnyílt a 3-as villamos új, Amras városrészt a közösségi közlekedés rendszerébe bekapcsoló szakasza.[18]
- – november 15. – Megnyílt a Párizs környéki T1-es villamos 10 megállót magába foglaló 5 kilométeres új szakasza.[19]
- – november 17. – Felavatták a lyoni villamos új, 3,7 kilométeres, T5 jelű vonalát.[19]
- – november 17. – Prága és Ostrava között először szállít utasokat a Leo Express.[20]
- – november 22. – Bydgoszcz városában megnyílt a helyi villamos 1,7 kilométeres új szakasza, amely a Breda folyó egy 70 méteres hídját is magában foglalja.[21]
- – november 28. – Hamburgban megnyílik a U4-es metróvonal újabb, az új kikötőnegyedbe vezető 4 kilométeres szakasza.[22]

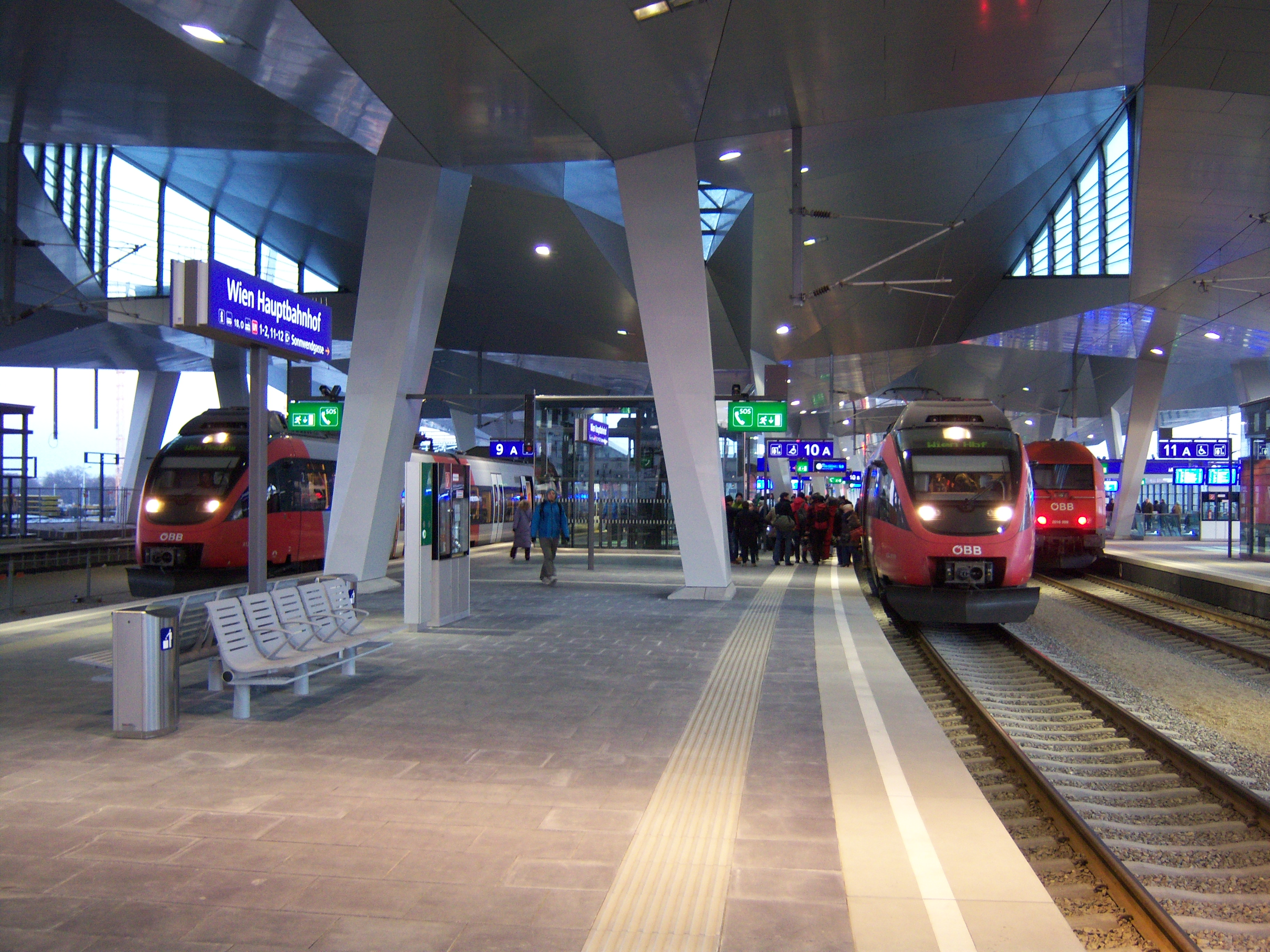
December 9: Megnyílik Bécs főpályaudvara

- – december 9. - A menetrendváltással részlegesen megnyílt az új bécsi főpályaudvar, végleg bezárt Südbahnhof még üzemelő része.
- – december 8. – Dijonban megnyílik a városi villamos 11 kilométer hosszú második vonala.[15]
- – december 9. –  A menetrendváltással a francia SNCF megkezdi a Lyon és Brignais nevű elővárosa között a regionális villamos (tram train) működtetését.[21][23]
- – december 9. – A menetrendváltással a francia SNCF 32 év szünet után megkezdte a személyszállítást a Mulhouse (Franciaország) és Müllheim (Németország) vasútvonalon.[24][25]
- – december 9. - Menetrendváltás. Megszűnik a vasúti személyszállítás Vukovár-Borovo Naselje állomás és Dálja között, valamint számos határátmeneten.
- – december 9. - Menetrendváltás. Megszűnik a vasúti személyszállítás a következő vonalakon:[26] Privigye - Németpróna, Szepesolaszi - Szepesváralja, Bánóc - Nagykapos, Ólubló - Palocsa.
- – december 9. - Kölnben felavatják a Stadtbahn belváros alatti új szakaszát.[27]
- – december 12. - Le Havreban megnyílik a helyi villamoshálózat első vonala.[28]
- – december 12. - Casablancában Mohamed király nyitotta meg a város első villamosvonalát.[29]
- – december 16. - Manchesterben megnyílt a Metrolink városi villamoshálózat új szakasza Oldham Mups és Shaw and Crompton állomások között.[30]
- – december 17. - Nizzában elkészült és az első tesztjárat számára megnyílt az 1-es villamos új, fél kilométer hosszú szakasza.[30]
- – december 19. - Megnyílik a lublini regionális repülőtérhez vezető 2,2 kilométeres vasút és az egyelőre napi öt vonatpárt kiszolgáló vasútállomás.[31]
- – december 20. - Moszkva városa 120 alacsony padlós villamos vásárol a Bombardier és Uralvagonzavod közös vállalkozásától.[32]
- – december 20. - Zaragozában megnyílik az 1-es villamos meghosszabbított szakasza.[33]

### Határozatlan dátumú események

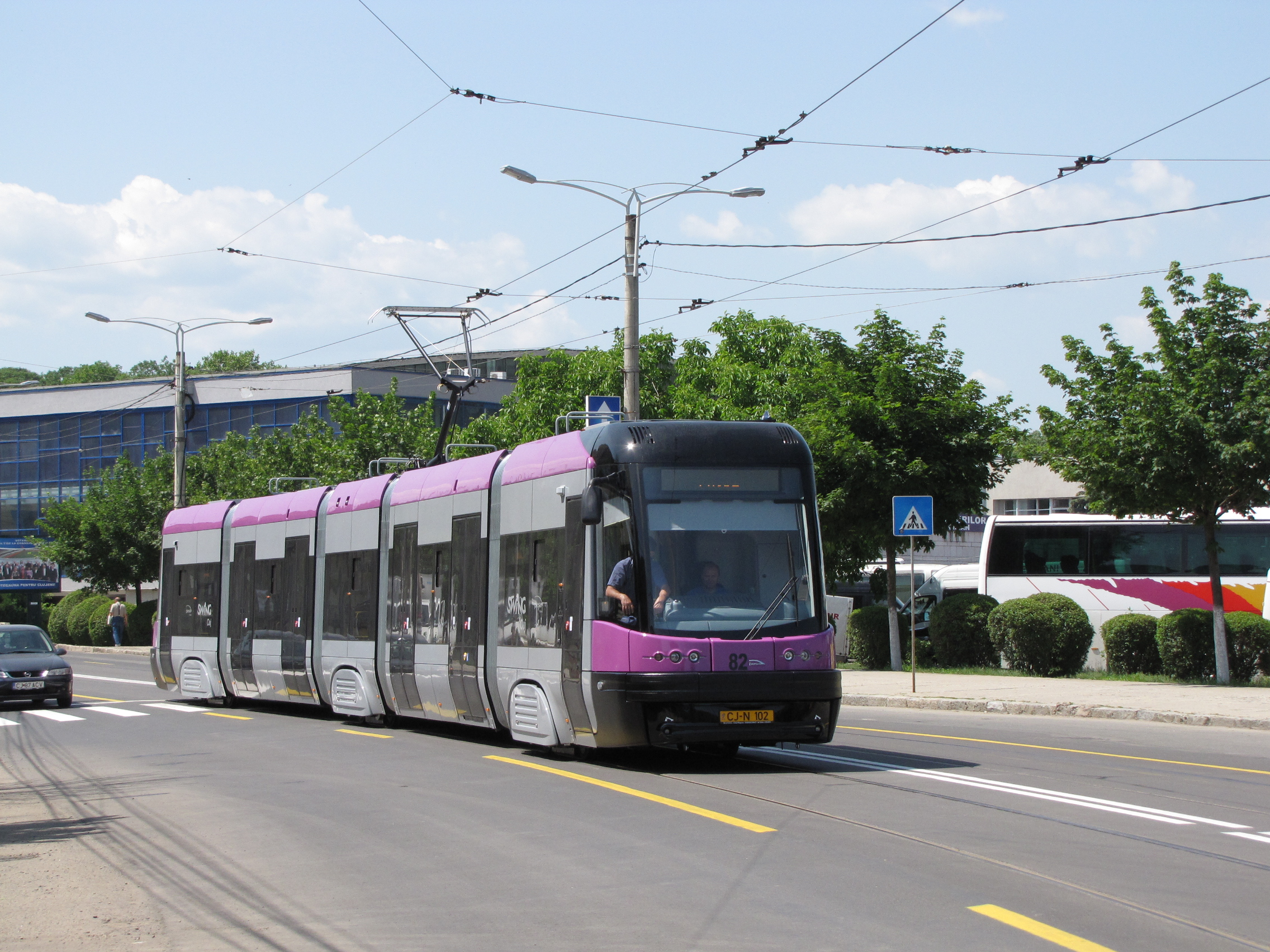
2012-ben Szeged után Kolozsvárt is bevette a lengyel PeSA

- - Kolozsváron lezajlott a villamoshálózat rekonstrukciója. A vágányhálózat és a megállók felújítása mellett 12 új lengyel villamosszerelvény érkezett.
- - Megkezdődött az Arad és Kürtös közötti vasútvonal átépítése. A 41 km hosszú vonalat 160 km/h-s sebességre építik át és ETCS-2 vonatbefolyásoló rendszert telepítenek. Az átépítés kitűzött befejezési ideje 2014 június.[34]
- - Városi villamosvasutat épít Olsztyn városa. Az eddig villamos nélküli városban Newag szerelvények közlekednek majd 2014-től
- - Szófia önkormányzata úgy határozott, hogy villamosvonallal köti össze a Rilai Szent János Szemináriumot (Софийска духовна семинария Св. Йоан Рилски) a Diákvárossal (Студентски град). Az új vonal megnyitását 2014-re tervezik.[19]
- - Az ország kormánya a fővárosi villamoshálózat jelentős bővítéséről döntött. A 9-es vonal meghosszabbításából és egy teljesen új vonal építéséből álló közlekedésfejlesztési csomag 74 millió svájci frankba kerül.[35] Bázelben körvonalazódik Európa első nemzetközi villamosvonala: a 11-es járat vonalát 3,3 kilométernyivel, egészen Bázel franciaországi elővárosáig, St. Louisig tervezik meghosszabbítani.[36]
- - Łódź önkormányzata a város villamoshálózatának fejlesztéséről döntött. A 10-es villamosvonal rekonstrukciója és meghosszabbítása 623 millió złotyba kerül majd. A vonalra a város 18 alacsony padlós villamost vásárol majd.[37]
- - Villamoshálózat kiépítését tervezi Avignon városa. A város és a francia kormány által közösen finanszírozott villamos két, összesen 14,2 kilométernyi vonalból, illetve 24 alacsony padlós szerelvényből áll majd. A tervek szerint a 250 millió €-t kitevő építkezést 2013-'14-ben akarták elkezdeni.[38]
- – Autómentes városrész megvalósításába kezd Katar állam fővárosa, Doha. A 10 km² kiterjedésű diákvároshoz vezeték nélküli villamosvasutat is építenek, amely szerelvényeit 2015-re tervezi elkészíteni a Siemens.[39]

## Események Magyarországon
- – január 1. – Teljesen betiltják a dohányzást a vasúti létesítmények utasforgalom számára nyitott részein, így állomási peronokon és pályaudvari területeken, megszűnnek az utolsó dohányzó kocsik is.
- – január 16. – Megindul a forgalom a miskolci 1-es villamos új szakaszán Diósgyőr és Felső-Majláth között.

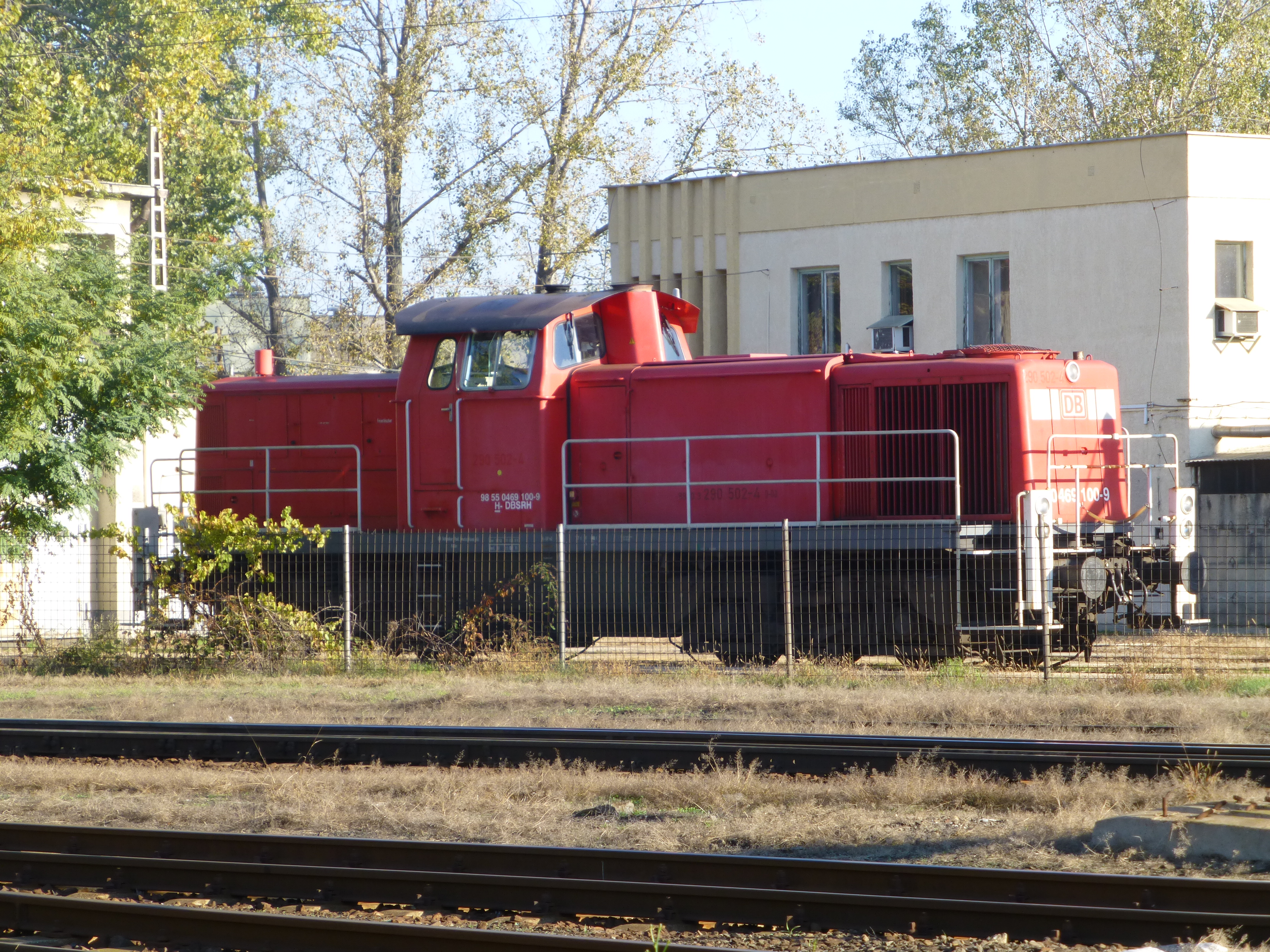
A kecskeméti autógyárat a DB Schenker Hungária mozdonya szolgálja ki

- – január 19. – Megérkezik az első tehervonat az új kecskeméti autógyár iparvágányára.[40]
- – február 7. – Szolnokon a MÁV Gépészet Zrt. megkezdi két új intercity kocsi prototípusának építését. Hosszú idő után először épül vasúti jármű a MÁV-nál.[41]
- – február 13. – Először közlekedik Budapest és Bécs között mozdony- és személyzetcsere nélkül a Rail Cargo Hungaria tehervonata.
- – február 25. – Súlyos vasúti baleset Rácalmáson: a Dunaújváros felé haladó tehervonat nyolc teherkocsija siklik ki és torlódik egymásra az állomás Pusztaszabolcs felőli kitérőin.[42]
- – március 2. – Megindul a közlekedés a szegedi 2-es villamosvonalon.
- – március 30. – A GYSEV 4 darab új Flirt motorvonat megvásárlásáról dönt.[43]
- – április 13. – A Kelenföld-Tárnok vasútvonal kivitelezői szerződésének aláírásával kezdetét veszi a vonalszakasz tényleges átépítése.
- – április 14. – Új menetrendet léptet életbe a MÁV-Start, több mellékvonalon ritkítják a vonatokat, 400 járat szűnik meg.
- – április 24. – Az első vonat érkezése az új dunaföldvári bioetanolgyár töltőtelepének iparvágányára.
- – május 17. – Az első síndarab ünnepélyes kiemelésével jelképesen kezdetét veszi a 2-es vasútvonal Pilisvörösvár és Esztergom közötti szakaszának rehabilitációja.[44]
- – május 17. – A MÁV visszavásárolja az állomási vendéglátóhelyeket üzemeltető Resti Zrt. 85%-át.
- – június 1. – Az első szállítmány a Kalocsáról a foktői növényolajgyárhoz vezető 4 kilométer hosszú új iparvágányon.[45]
- – június 6. – A kezdeményező Hódmezővásárhely megyei jogú város közgyűlése elfogadja a Vásárhelyt Szegeddel összekötő regionális villamosvonal megvalósíthatósági tanulmányát és azzal együtt Hódmezővásárhely belső villamosvasúti hálózatának nyomvonalát.[46]
- – június 9. – Botrányos hangfelvétel kerül nyilvánosságra az új vasúti menetrend körüli egyeztetésekről. A felvételen a minisztériumot képviselő szakértő azzal vádolja a MÁV-ot hogy az szándékosan nem a szükséges vasútvonalakat újítja föl. A beszélgetésen a szakértő kijelenti, hogy a közösségi közlekedés finanszírozhatatlan, ezért további vasútvonal-bezárások várhatóak, amint arra a kormányzat az IMF-fel zajló tárgyalásai ürügyet szolgáltatnak.[47][48]

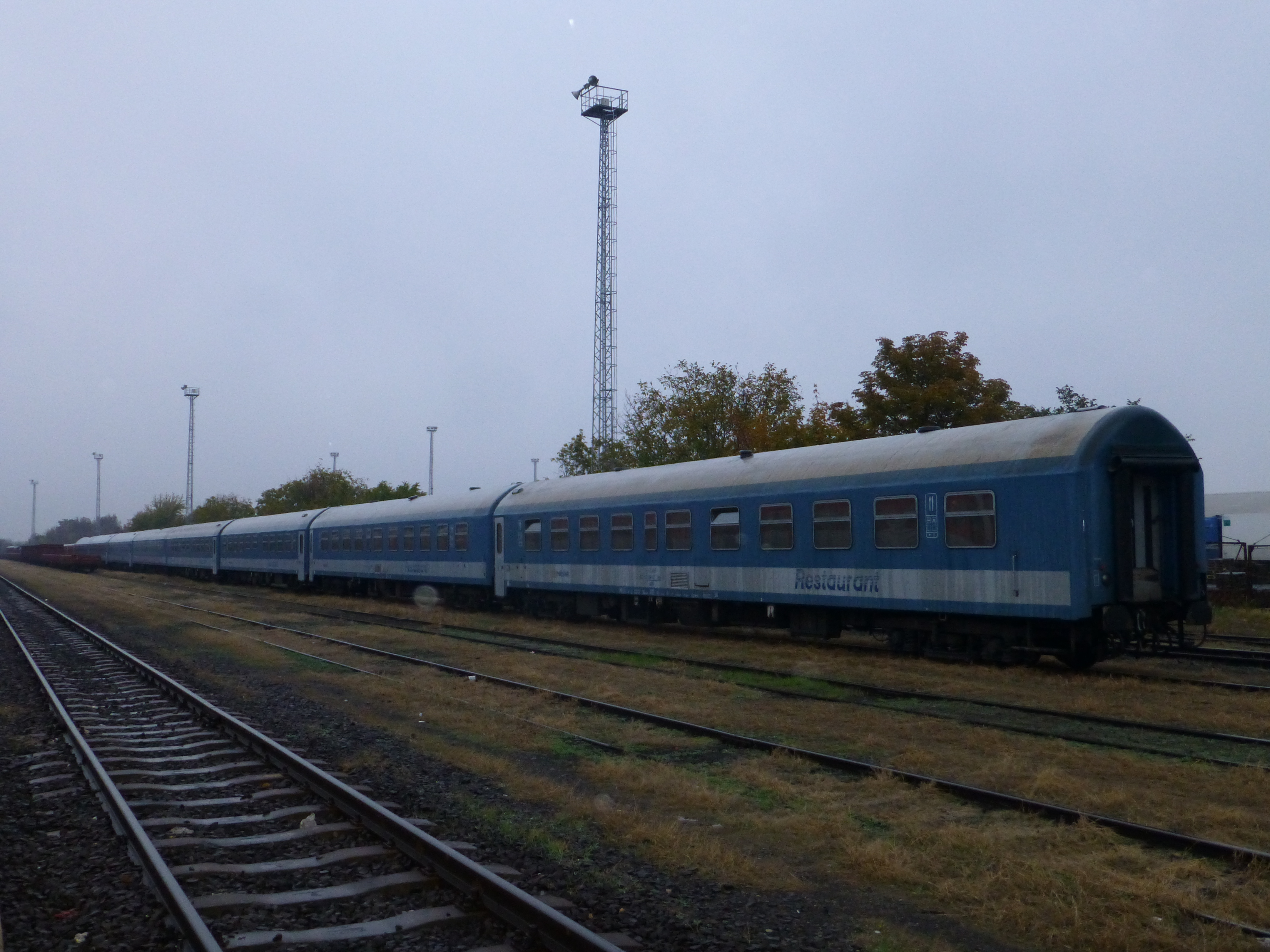
Forgalomból kivont étkezőkocsik hosszú sora Szentes vasútállomásán 2012 októberében

- – június 15. – Utoljára közlekednek étkezőkocsik a MÁV-Start belföldi IC-vonataival.[49]
- – június 26. – A gödöllői vasútállomáson megnyílik a 124 személyautót és 107 kerékpárt fogadni képes P+R és B+R parkoló.[50]
- –  július 2.-31. a Mezőhegyes–Kétegyháza-vasútvonalon 4 km hosszban építik át a pályát Magyarbánhegyes térségében.
- – július 13. – Szombathelyen a GYSEV és Közlekedésfejlesztési Zrt. aláírják a Mosonszolnok–Porpác, illetve a Szombathely–Zalaszentiván közötti vasútvonalak villamosításáról szóló szerződést. A munkálatok befejezésének kitűzött határideje 2015 októbere.[51]
- – augusztus 7. – A Felcsúti utánpótlás neveléséért alapítvány engedélyezési kérelemmel fordul a Nemzeti Közlekedési Hatósághoz az egykori 6-os vasútvonal Bicske és Alcsútdoboz közötti szakaszának újjáépítése ügyében. Az alapítvány idegenforgalmi céllal kívánja újjáépíteni a felhagyott vasútvonalat.[52][53]
- – augusztus 7. – Bukarestben a MÁV és a CFR megállapodik a határon áthaladó vonatok mozdonycseréjének megszüntetésében, ezáltal a két főváros között közlekedő vonatok menetidejének csökkentésében. A változás a 2012 decemberi menetrendváltáskor lép életbe, a mozdonyokat és azok személyzetét ettől kezdve a két társaság felváltva biztosítja.[54][55]
- – augusztus 31. – Befejeződik Gyál és Inárcs-Kakucs állomások átépítése a 142-es vasútvonalon.[56]
- – szeptember 1. – A MÁV átveszi a Győr-Gönyűi kikötő vasúti hálózatának üzemeltetését. A kikötő vasúti hálózata évekkel korábban kiépült, ám üzemeltető vállalkozás híján szinte teljesen kihasználatlan volt.[57]
- – szeptember 8-15. – Magyarországon végzi utolsó próbafutásait az UIC Train Europe névre keresztelt, különleges hangcsillapított fékbetétekkel felszerelt kísérleti tehervonata. A vonat összesen 5000 kilométert tesz meg Hegyeshalom és Szeged-Rendező között.[58]
- – szeptember 18. – Szita Károly, Kaposvár polgármestere bejelenti, hogy a 2014-ben kezdődő EU költségvetésben a 36-os és 41-es vasútvonalak felújítása kiemelt beruházásként szerepel majd.[59][60]
- – szeptember 25. – A Magyar Vasút 2012 Konferencián Fónagy János a vasúti kedvezményrendszer és a MÁV szervezeti átalakításának kényszeréről számol be. Dávid Ilona MÁV-vezérigazgató bejelentette, hogy a két magyar vasúttársaság közös közbeszerzési eljárást kezdeményez 48 új motorvonat beszerzésére. A MÁV 42, a GYSEV 6 modern szerelvényt vásárolna.
- – szeptember 25. – Sopronban fölavatják a 15-ös és 8-as vasútvonal forgalmát megkönnyítő aluljárórendszert. A szombathelyi vasútvonal felújításának záró beruházása a sok nehézséget okozó Kőszegi utcai útátjárókat váltja ki.
- – október 8. – Budapesten bejelentik a fogaskerekű vasút meghosszabbítását.[61]
- – október 13. – Megalapításának 140. évfordulóját ünnepli a GYSEV. Sopronban ünnepségen mutatták be a társaság alapító okiratának pecsétjével feldíszített Taurus mozdonyt és bejelentették, hogy elkészültek a 8-as vasútvonal kétvágányúvá történő átépítésének tervei.[62]

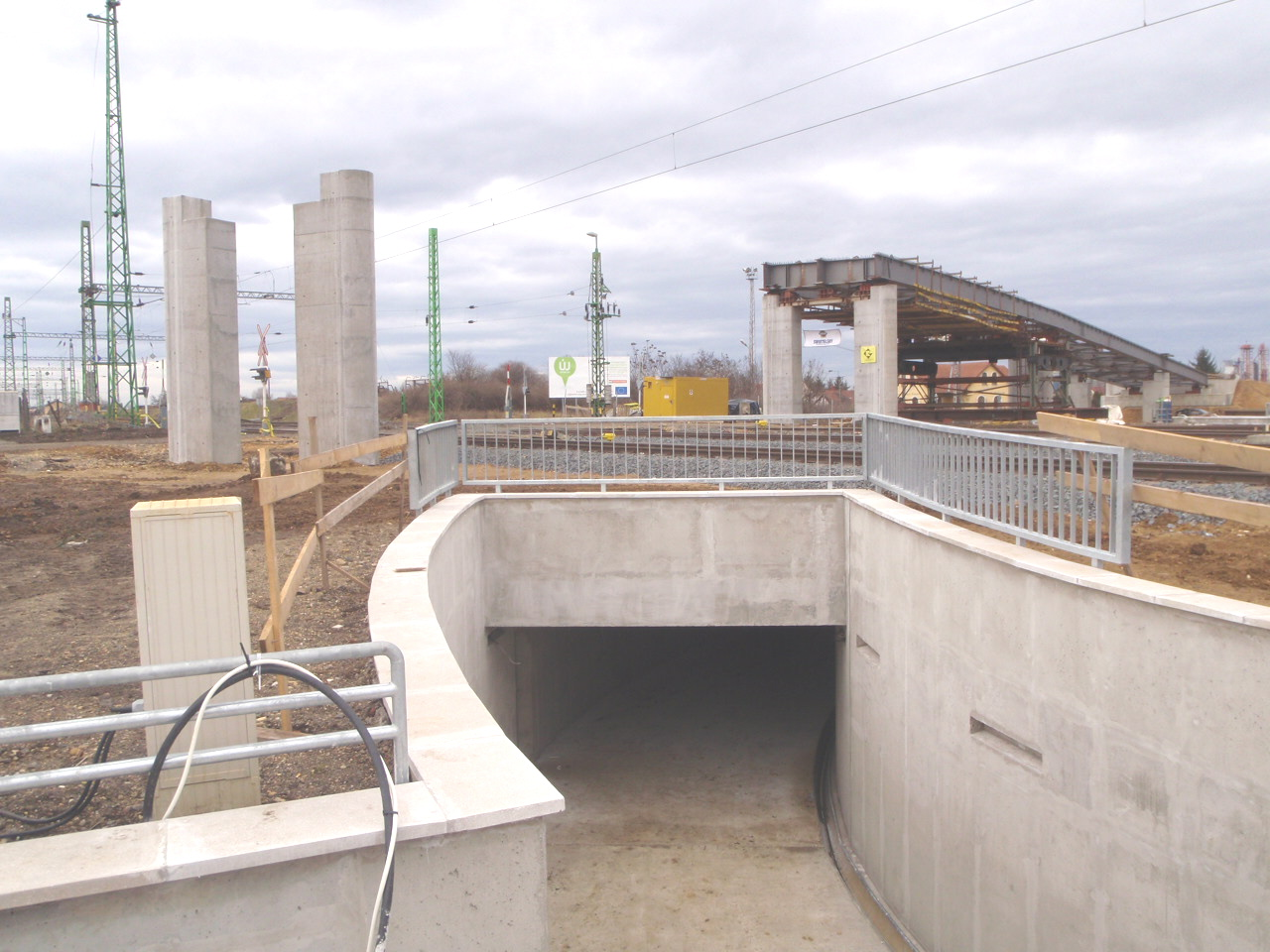
Az épülő Csaba utcai felül- és aluljárókomplexum Szombathelyen

- – október 18. – Szombathelyen megnyílik a 21-es és 17-es vasútvonal közúti keresztezését kiváltó Csaba utcai alul- és felüljárórendszer. A létesítmény építését a GYSEV finanszírozta.
- – október 30. – Próbafutás és vizsga keretében először érkezett Bukarestbe a MÁV egy mozdonya, amely tartózkodása alatt román belföldi vonatokat is továbbított.[63] A CFR közzétette magyarországi közlekedésre kijelölt mozdonyainak pályaszámát.[64]
- – október 31. – Debrecenben bejelentik, hogy a Debreceni repülőtéren intermodális logisztikai központot építenek. A fejlesztés a 106-os vasútvonal teherforgalmának újraindulását jelenti.[65][66][67]
- – november 7. – A kormány kiemelt közlekedésfejlesztési projektté nyilvánította Békéscsaba vasútállomás átépítését, illetve az ETCS-2 rendszer telepítését a Ferencváros–Szolnok-Békéscsaba–Lőkösháza vonalon.
- – november 8. – Völner Pál a X. Európai Közlekedési Kongresszuson bejelenti, hogy a magyar kormány 65%-ra kívánja növelni az egyéni (autós) közlekedés részarányát, míg a vasutat és buszt használók arányát vissza kívánja szorítani.[68]
- – november 13. – Ecser közelében kigyulladt a Szolnokra tartó személyvonat. Egy posta-Bhv kocsi teljesen kiégett.
- – november 13. – Újabb vasúti tűzeset, Ebes állomásán kiégett a Budapestről Debrecenbe tartó 6008-as sebesvonat második kocsija.
- – november 26. – Bejelentik a 106-os vasútvonal elővárosi jellegű fejlesztését. A fejlesztés kezdeményezői a környékbeli önkormányzatok. Magyarországon először kerül sor vidéki szárnyvonal Uniós támogatással történő fejlesztésére.[69]
- – december 9. - Életbe lép az új vasúti menetrend. Megszűnik a személyszállítás a horvát-magyar határon Murakeresztúr-Kotor illetve Magyarbóly-Pélmonostor határátmeneteken, illetve a gyékényesi határátmeneten is csak napi 1 pár határátlépő vonatra szűkül a kínálat.
- – december 9. - Kiskundorozsmáról útjára indul az utolsó Ro-La vonat az ausztriai Welsbe. A szolgáltatás azért szűnt meg, mert a magyar állam nem hosszabbította meg a szolgáltató Hungarokombi pályahasználati díjkedvezményét.[70]
- – december 13. - Jelképes megnyitóval befejeződik a Tárnok–Székesfehérvár vasútvonal átépítésének első üteme.
- – december 23. - Megkezdődik a GSM-R rendszer első magyarországi ütemének közbeszerzése. Az állam 905 kilométernyi vasútvonalra kér ajánlatot.

### Dátumhoz nem köthető események
- – Nyáron ténylegesen is elkezdődik a Budapest–Martonvásár–Székesfehérvár-vasútvonal felújítása Kelenföld vasútállomás és Tárnok között.
- – A MÁV nagyszabású állomásrekonstrukciós programjának keretében a 120a vasútvonal 10 állomását modernizálják.[71]
- – Tízéves folyamat fordul meg, növekedésnek indul a vasúton utazók száma. A GYSEV mellett már a MÁV is az utasok számának növekedéséről számolt be. A legnagyobb mértékben a nemzetközi forgalomban részt vevő utasok száma növekedett.[72][73]
- – Jelentősen nő a vasúton szállított kerékpárok száma. A MÁV által szállított kerékpárok mennyisége már 2012 szeptemberében meghaladta a 2011-es év egészében szállított értéket.[74]
- – A Szerb Államvasutak és a MÁV vizsgálja a határon történő mozdonyváltás kiküszöbölésének lehetőségét. Az elképzelések szerint a két főváros között közlekedő vonatok a MÁV modern vontatójárműveivel, Kelebiától délre szerb személyzettel közlekednének.[75]